# Liste der Einträge im National Register of Historic Places im Bossier Parish

Lage des Bossier Parish in Louisiana

Die Liste der Registered Historic Places im Bossier Parish in Louisiana führt alle Bauwerke und historischen Stätten im Bossier Parish auf, die in das National Register of Historic Places aufgenommen wurden.

## Legende
| NRHP | Historic Place    |
| HD   | Historic District |

## Aktuelle Einträge
| [ 2 ] | Name                                      | Bild                                    | Eintragsdatum        | Lage                                                   | Ort          | Beschreibung |
| ----- | ----------------------------------------- | --------------------------------------- | -------------------- | ------------------------------------------------------ | ------------ | --- |
| 1     | Barksdale Field Historic District         |                                         | 1992 ID-Nr. 92000332 | US 71 Ecke West Gate Drive 32° 30′ 7″ N, 93° 40′ 50″ W | Bossier City | siehe Barksdale Air Force Base |
| 2     | Bossier City Municipal Building           |                                         | 2002 ID-Nr. 02000267 | 630 Barksdale Road 32° 30′ 55″ N, 93° 43′ 49″ W        | Bossier City | |
| 3     | Bossier High School (322 Colquitt Street) |                                         | 1998 ID-Nr. 98001079 | 322 Colquitt Street 32° 31′ 19″ N, 93° 44′ 11″ W       | Bossier City | |
| 4     | Bossier High School (777 Bearcat Drive)   | Bossier High School (777 Bearcat Drive) | 2004 ID-Nr. 04001078 | 777 Bearcat Drive 32° 31′ 9″ N, 93° 43′ 46″ W          | Bossier City | |
| 5     | Cashpoint Plantation House                |                                         | 1982 ID-Nr. 82002757 | Abseits des US 71 32° 22′ 42″ N, 93° 35′ 0″ W          | Elm Grove    | 1880 errichtetes Herrenhaus |
| 6     | Hughes House                              | Hughes House                            | 1996 ID-Nr. 96001163 | 414 Sibley Street 32° 41′ 38″ N, 93° 44′ 22″ W         | Benton       | 1976 unter der Referenznummer #76000962 an einem Standort nordöstlich von Benton gelistet; 1996 an seien heutigen Standort verlegt und aus dem Register gestrichen und unter der aktuellen Referenznummer (#96001163) erneut eingetragen |